# Коломонць
Коломонць (пол. Kołomąć, нім. Koldemanz) — село в Польщі, у гміні Грифиці Ґрифицького повіту Західнопоморського воєводства.
Населення — 191 особа (2011).
У 1975-1998 роках село належало до Щецинського воєводства.

## Демографія
Демографічна структура станом на 31 березня 2011 року:
|          | Загалом | Допрацездатний вік | Працездатний вік | Постпрацездатний вік |
| -------- | ------- | ------------------ | ---------------- | -------------------- |
| Чоловіки | 99      | 23                 | 74               | 2                    |
| Жінки    | 92      | 20                 | 59               | 13                   |
| Разом    | 191     | 43                 | 133              | 15                   |